# ミハイル2世・アセン
ミハイル2世・アセン（ブルガリア語: Михаил II Асен、1238年から1241年の間 - 1256年）は、第二次ブルガリア帝国の皇帝（ツァール、在位：1246年 - 1256年）。イヴァン・アセン2世とエピロス専制侯国の王女イレネ（イリニ、en:Irene Komnene Doukaina）の子。

## 略歴
異母兄のカリマン1世が毒殺された後にブルガリア皇帝に即位するが、即位当時ミハイル・アセンは年少だった。幼君が帝位に就いた報告を受け取ったニカイア帝国、エピロス専制侯国、ハンガリー王国などの近隣諸国はブルガリアに侵入し、広範にわたる領土を併合した。戦争の結果、ニカイアはセレス、テッサロニキ、アドリアノープル（現在のエディルネ）、ロドピ山脈地方が含まれるトラキア地方、エピロスはマケドニアの大部分、ハンガリーはベオグラードを併合した。この領土の喪失にもかかわらず、1247年にブルガリアはラテン帝国と戦うニカイアへの協力を強いられた。
1253年にブルガリアはドゥブロヴニクと軍事・商業協定を締結し、ステファン・ウロシュ1世が統治するセルビア王国を攻撃した。ブルガリア軍は戦勝を収めてセルビアの奥深くにまで進攻するが、セルビアの征服は失敗に終わる。
1254年にニカイア皇帝ヨハネス3世が没すると、ブルガリアでマケドニアやロドピ山脈地方などの失地回復の機運が高まり、ブルガリアはニカイアに戦いを挑んだ。この時成年に達していたミハイルは自ら軍を率いてトラキアに進攻し、現地の住民の協力を得てロドピ山脈地方の城砦の回復に成功する。しかし、迅速に態勢を立て直したニカイアの新帝テオドロス2世はブルガリア軍に奇襲をかけ、ミハイルは森林を通過して逃亡する際に負傷した。1255年にミハイルはクマン人の血族とともにニカイアへの反撃を試みて当初は数回の戦勝を収めたが、軍事行動の性質が変化すると翌1256年に両国は和平を締結した。
ニカイアとの和平条約でミハイルとミハイルの義父ロスチスラフ・ミハイロヴィチが譲歩したことに不満を抱いた貴族たちは、ミハイルの甥カリマンを擁立する。1256年の秋にミハイルはタルノヴォ近郊での狩猟中、政敵によって殺害された。

## 治世
数少ない史料は、ミハイルの治世のほとんどが宮廷内の有力者の影響下に置かれていたことを物語っている。治世の初期は母親のイレネ、ドゥブロヴニクと同盟を締結した際には義兄弟のセヴァストクラトル・ペタルが、国政の中心になっていた。治世の末期には、ベオグラードとブラニチェヴォの総督を務めたロシア貴族ロスチスラフ・ミハイロヴィチの意向が反映されていた。1255年にブルガリアとハンガリーの間で和平が成立したときにミハイルはロスチスラフ・ミハイロヴィチの娘（名はアンナまたはエルジェーベトとされる）と結婚し、1256年のブルガリアとニカイアの和平条約ではロスチスラフは二国の仲介者として署名した。ミハイルの死後、妃（ロスチスラフの娘）は帝位を継いだカリマン2世と再婚した。